# Mundrabilla
Mundrabilla ist eine kleine Siedlung am Eyre Highway in Western Australia, am Nullarbor Plain. Sie ist 1368 Kilometer von Perth, 67 Kilometer westlich von Eucla und etwa 20 Kilometer von der Great Australian Bight entfernt. Die 23 Bewohner des Ortes haben sich wegen des dortigen Roadhouse niedergelassen.
Die Ortschaft war namensgebend für den Mundrabilla-Meteoriten, den größten Meteoriten Australiens, der in der Nähe niederging.

## Geschichte
Die Mundrabilla-Station war die erste Schafzucht-Station auf der Nullarbor Plain. Sie wurde 1872 vom schottischstämmigen William Stuart McGill und den irischstämmigen Thomas und William Kennedy aufgebaut. Thomas Kennedy starb 1896 und die erste Frau von McGill Annie (geborene Hairkness) starb im Kindbett im Jahr 1879. Annie McGill und Thomas Kennedy sind an der Mundrabilla Station beerdigt worden. McGill heiratete 1889 Ellen Angel Fairweather in Adelaide.

## Heute
Wie andere Siedlungen in der Nullarbor Plain besteht auch diese lediglich aus den Gebäuden eines Roadhouses, das um 05:30 Uhr frühmorgens jeden Tag öffnet. Das Roadhouse betreibt einen kleinen Wildpark mit Emus, Kamelen und einer Voliere. In dem Gebiet um Mundrabilla wird heute Milchwirtschaft betrieben.

## Mundrabilla-Meteorit
Über ein Gebiet von 60 Kilometer Länge gingen Meteoritenteile nieder. Dies machte es zu einer der größten Fläche der Erde, auf der Meteoritentrümmer niederschlugen. Der größte Meteorit Australiens, der Mundrabilla-Meteorit, dessen Hauptmasse 9,980 Tonnen wog, wurde von zwei Personen 1966 bei Mundrabilla entdeckt. Ein weiteres dazu passendes kleineres Teilstück wog 5,440 Tonnen. Der Meteorit, der vor 3,9 Milliarden Jahren entstand, ging vor Jahrmillionen auf die Erde nieder.